# Slutsk

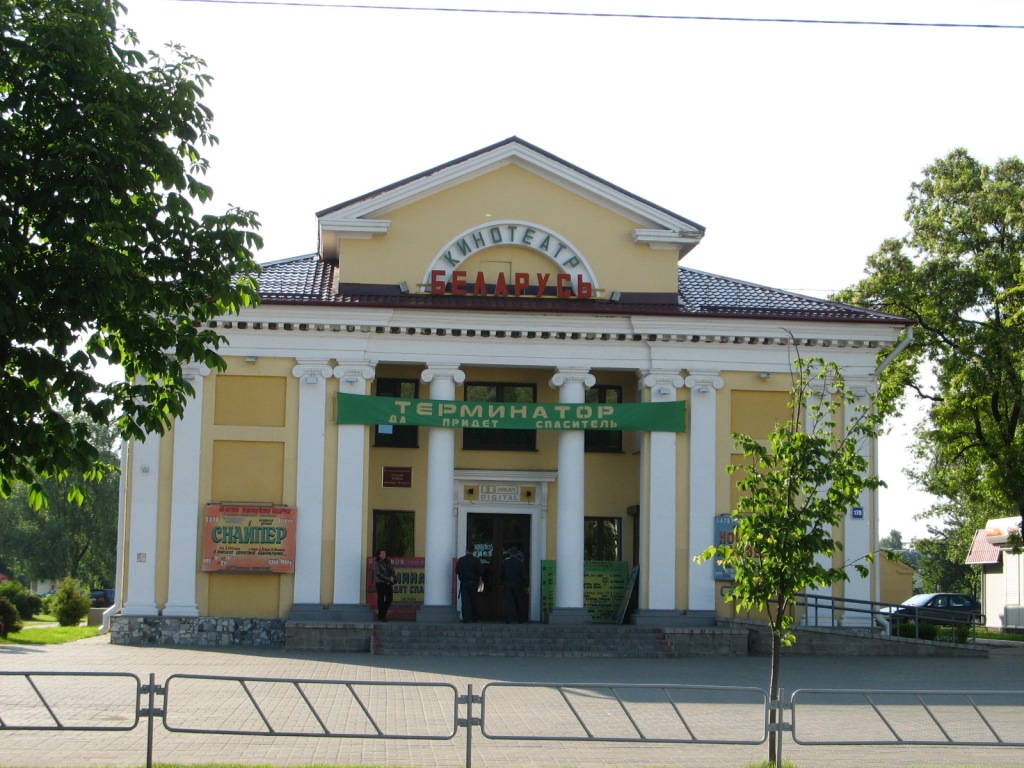
Cinema-Teatre "Belarus"

Slutsk transliterat oficialment com Sluck, belarús: Слуцк; rus: Слуцк; polonès:Słuck, és una ciutat de Belarús, situada a la riba del riu Sluch. L'any 2010 tenia 61.000 habitants. Slutsk és el centre administratiu del raion de Slutsk.

## Història
La primera citació escrita de Slutsk és de l'any 1116. Va formar part del Principat de Turov i Pinsk, però l'any 1160 va ser la capital del Principat de Slutsk. Entre 1320–1330 va ser part del domini del Gran Ducat de Lituània. Més tard va pertànyer a les famílies Olelkovich i Radziwiłł que transformaren la ciutat en el centre de l'Església Reformada Polonesa. Després de la segona Partició de Polònia el 1793 va formar part de l'Imperi Rus. Va ser ocupada per Alemanya el 1918 i després entre 1941-1944, i per Polònia entre 1919 i 1920.
Des del segle xvii van ser famosos els cinturons que fabricava.
Fins a la Segona Guerra Mundial i la matança de jueus de Slutsk, aquesta ciutat era predominantment jueva. Actualment només hi viuen uns 100 jueus.
El 1920 Slutsk va ser el centre d'un gran aixecament antibolxevic

## Comunitat jueva
La primera citació de jueus a Slutsk és de l'any 1583. El reconeixement formal va ser el 1601. Cap a 1750 hi havia 1.593 jueus. El 1897 la comunitat jueva era de 10.264 habitants, o el 77% del total.

## Persones relacionades amb la ciutat
- Isaac Dov Berkowitz – escriptor jueu
- Eliyahu Feinstein – rab´´i
- Yaakov Yosef Herman –jueu ortodox pioner a Amèrica
- Semyon Kosberg – enginyer soviètic jueu
- Shneur Kotler –
- Boruch Ber Leibowitz –
- Isser Zalman Meltzer –
- Princesa Sophia de Slutsk, santa ortodoxa medieval
- Edward Sperling –
- Mikola Statkevich – polític
- Mikhail Yakimovich –
- Lidia Yermoshina – polític
- Shaul Yisraeli – rabí sionista

## Ciutats agermanades
- Serpukhov, Rússia
- Brovary, Ucraïna
- Sisian, Armènia (des de 2008)
- Shaki, Azerbaidjan (des de 2009)